# Икона (компютърни технологии)
Вижте пояснителната страница за други значения на Икона.
Икона в информатиката е малка пиктограма, която при операционните системи с графичен потребителски интерфейс се използва за представяне на различни елементи: файлове, папки, дискове, периферни устройства, подаване на команди към системата и др.

## История
Иконите са въведени с цел улеснение на работата на потребителите с операционните системи като компонент на графичния потребителски интерфейс. Първата операционна система с графичен интерфейс е инсталирана на компютрите Lisa на „Епъл“, а след това Майкрософт внедрява подобен ГПИ в Windows, който първоначално представлява система от програми, създаващи ГПИ в среда на ДОС. Популярността на двете операционни системи — MacOS и Windows — допринася много за възприемането на иконите като незаменим инструмент за взаимодействие с компютъра. Работата с икони е тясно свързана и с въвеждането на мишката.
Най-общо казано, размерът на иконите варира от 16 х 16 до 128 х 128 пиксела, макар че съществуват и икони достигащи до 512 х 512 пиксела.